# Sybaguasu anemum
Sybaguasu anemum là một loài bọ cánh cứng trong họ Cerambycidae.